# Province de Pantaléon Dalence
La province de Pantaléon Dalence (en espagnol : Provincia de Pantaléon Dalence) est une des 16 provinces du département d'Oruro, en Bolivie. Son chef-lieu est la ville de Huanuni.